# Aéroport international d'El-Arich
 (mars 2019).
Si vous disposez d'ouvrages ou d'articles de référence ou si vous connaissez des sites web de qualité traitant du thème abordé ici, merci de compléter l'article en donnant les références utiles à sa vérifiabilité et en les liant à la section « Notes et références ».
L'aéroport International El-Arich (code IATA : AAC • code OACI : HEAR) (en arabe : مطار العريش الدولي Matar el Arish et Duwalyy) est un aéroport se trouvant près de la ville de El-Arich en Égypte. C'est un aéroport de substitution pour les habitants de la Bande de Gaza car l'Aéroport international Yasser Arafat à Gaza a été détruit par les Forces armées israéliennes en 2006.
En 2009, l'aéroport a accueilli environ 10 000 voyageurs.

## Situation
| \| 100 km1:14 084 000 \| Abou Simbel Taba Sohag Marsa · Alam Louxor Hurghada El-Arich El Nouzha Charm el-Cheikh Le Caire Borg El Arab Assouan Assiout Marsa Matruh |
| 100 km1:14 084 000 |

## Opérations
C'est le hub de Palestinian Airlines. En mai 2012, la compagnie a redémarré ses vols vers Amman (2 fois par semaine), avec des vols pour Jeddah en Arabie saoudite à suivre bientôt.
Il est l'aéroport le plus proche de la Bande de Gaza à la frontière d'Égypte mais il n'est pas reconnu par l'aviation civile égyptienne. La compagnie a déménagé à cet aéroport depuis que l'aéroport de Gaza a été détruit par les forces israéliennes en 2001. L'aéroport est surtout utilisé par des passagers palestiniens se rendant à Jeddah pour le pèlerinage musulman.

## Statistiques
Pour des raisons techniques, il est temporairement impossible d'afficher le graphique qui aurait dû être présenté ici.

Voir la requête brute et les sources sur Wikidata.

## Compagnie et destinations
| Compagnies           | Destinations            |
| -------------------- | ----------------------- |
| Palestinian Airlines | Amman, Le Caire, Jeddah |